# Egy eltűnt nép nyomában

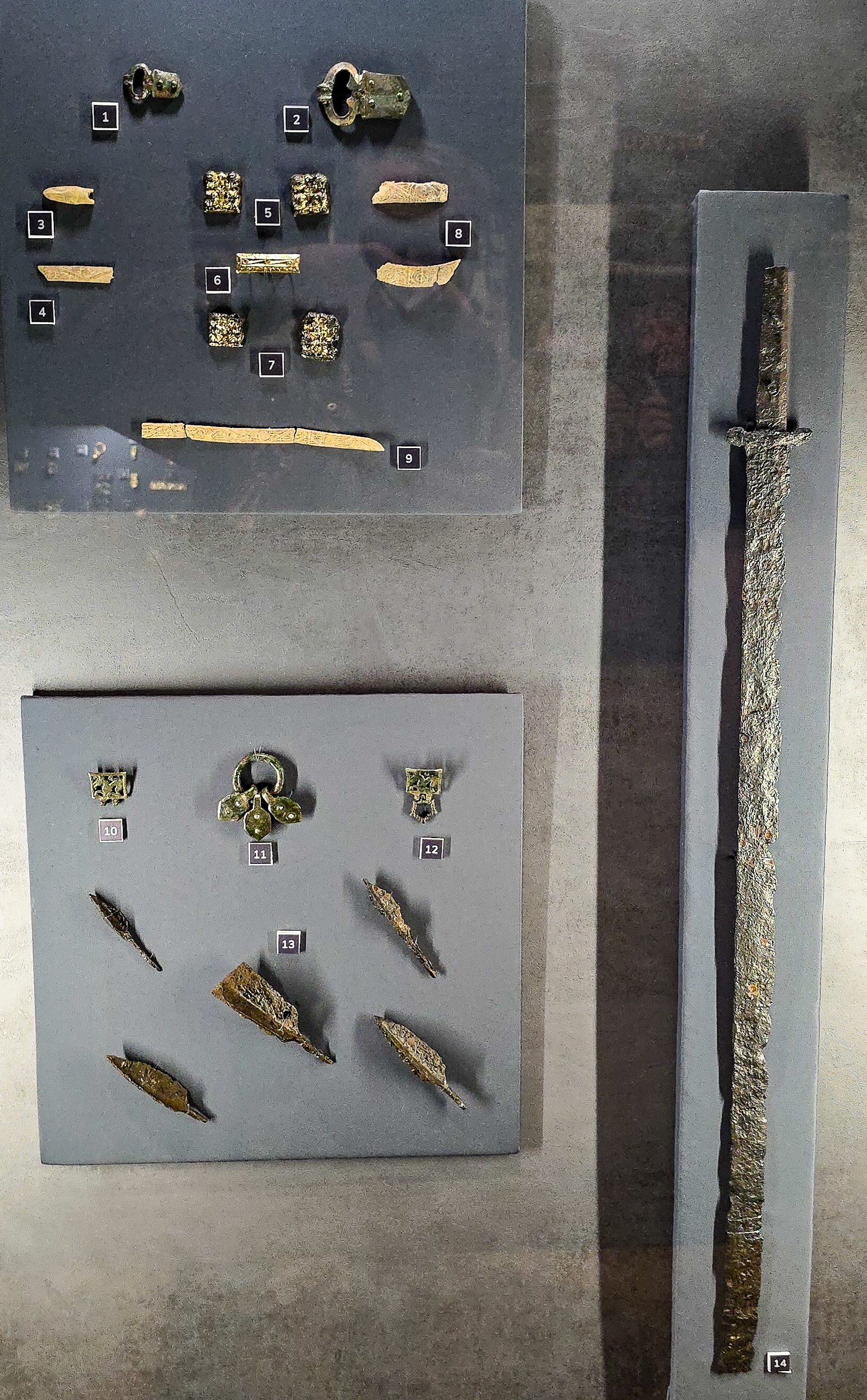
Avar ékszerek és fegyverek a kiállításon

A Kecskeméti Katona József Múzeumban 2024 novembere és 2025 decembere között rendezték meg a Duna–Tisza közi avarok életéről szóló Egy eltűnt nép nyomában című régészeti kiállítást.
A kárpát-medencei avarok államának, az Avar Kaganátusnak a központi területe a mai Bács-Kiskun vármegye vidékén volt. Az avarok emlékeit kutató régészek már a 20. század első felétől találtak errefelé fontos leleteket, és ezután kiváló tudósok generációi tevékenykedtek itt. A 2010-es évek második felétől, az útépítéseket és a Mercedes-gyár beruházását megelőző leletmentő ásatások nyomán további gazdag leletekre bukkantak az avar korból (is), amelyek lehetővé tették a Kárpát-medencei avarok történetének eddigi legátfogóbb bemutatását.
Ezekre a kutatási eredményekre építve rendezték meg Kecskeméten a múzeum eddigi legnagyobb szabású kiállítását. A kiállított tárgyakat és a kutatási eredményekről szóló tanulmányokat több mint 300 oldalas katalógus mutatja be, ez a cikk ezekből emel ki néhány részletet.

## Archeogenetikai eredmények az avar kori kutatásokban

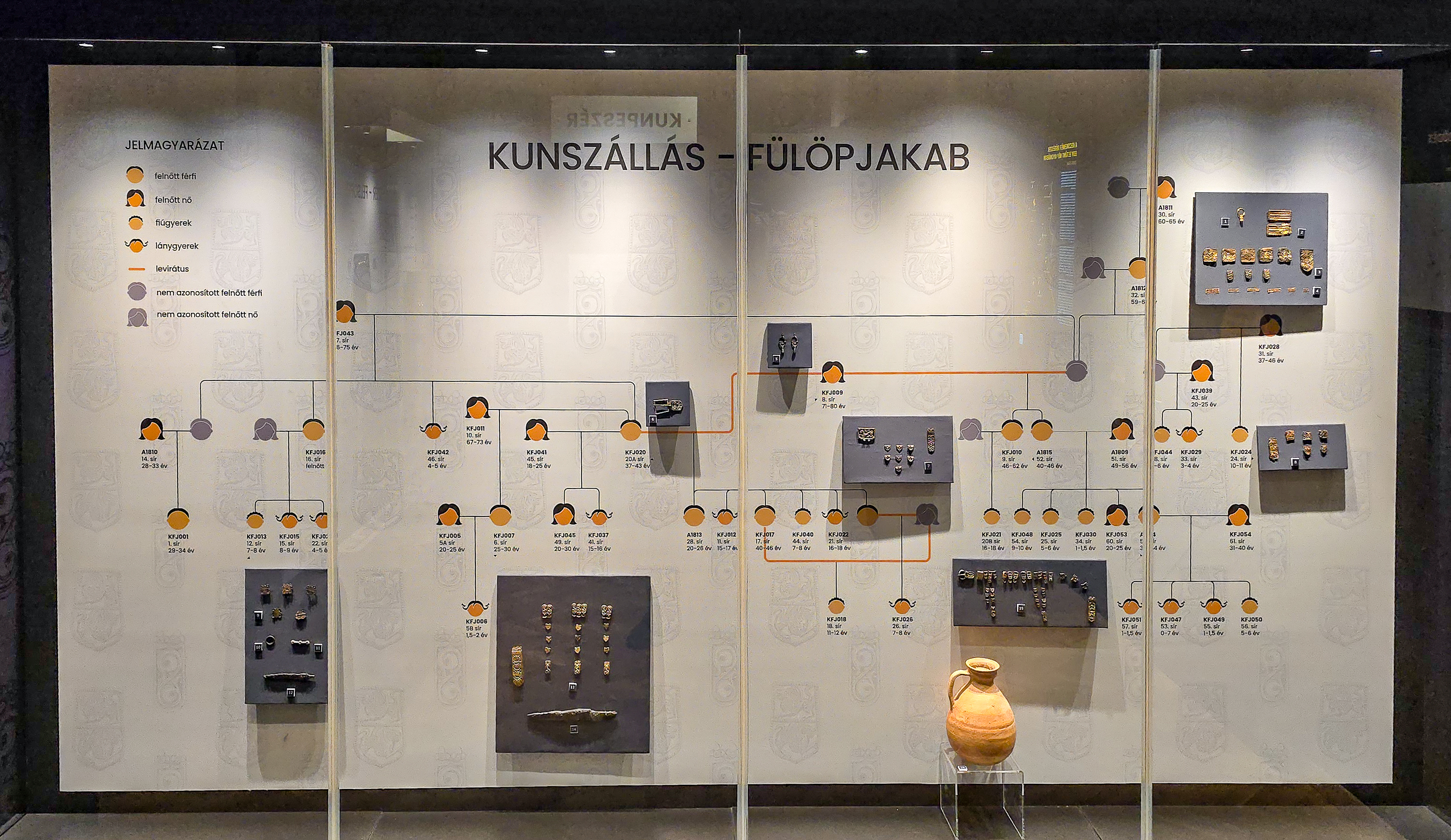
Tárló a rekonstruált rokoni kapcsolatokkal

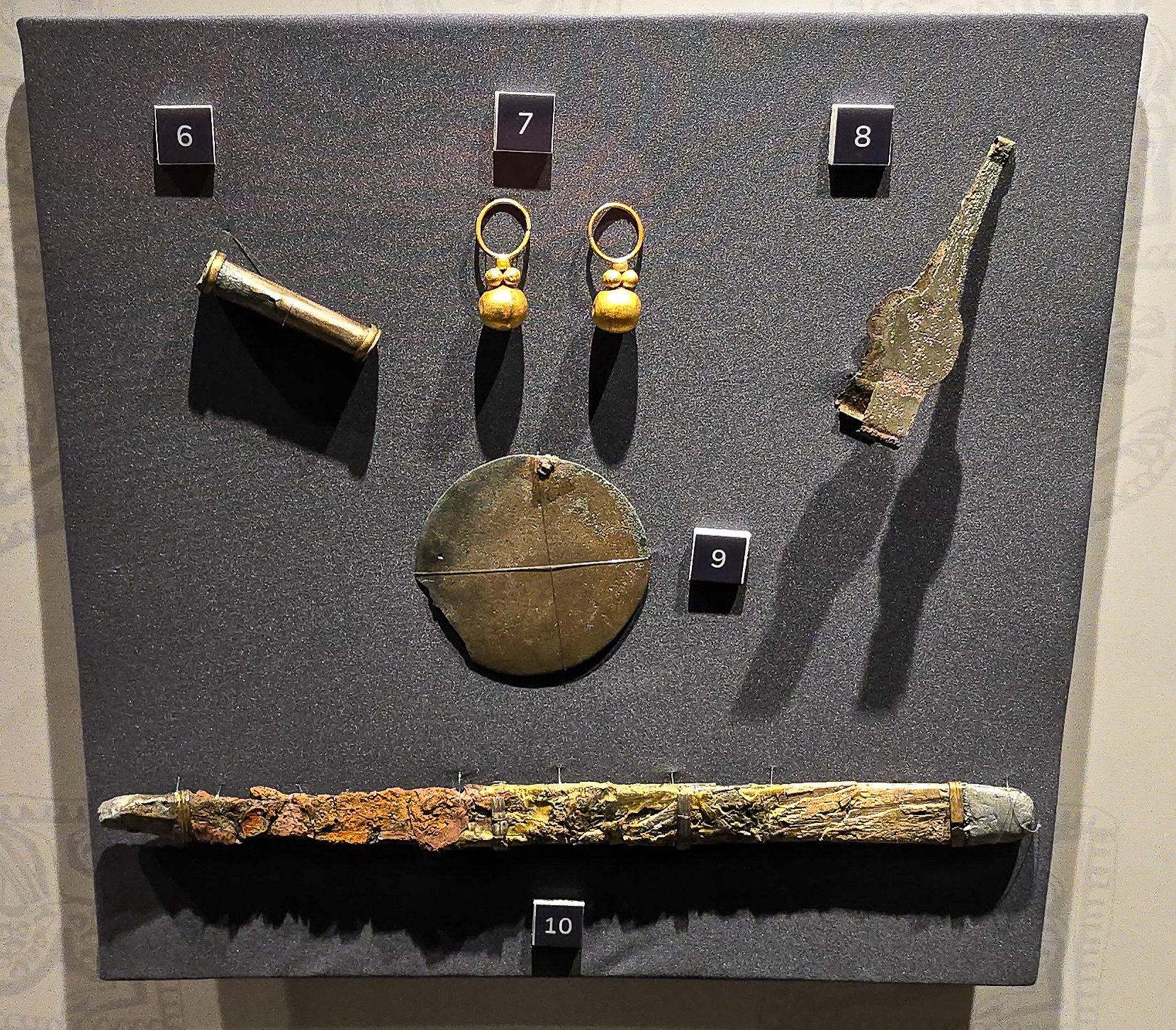

A kiállításon bemutatott legfontosabb új kutatási eredmények az avarok származásához fűződnek. Csáky Veronika és munkatársai 2020-ban publikálták tanulmányukat a kárpát-medencei Avar Kaganátus elitjének származásáról, 26 avar kori gazdag sír, köztük a kunbábonyi, feltehetően kagáni sírban eltemetett személy maradványainak vizsgálatával. Megállapították, hogy ezek a személyek genetikai kapcsolatban álltak több ősi és modern belső-ázsiai populációval, leginkább a Bajkál-tótól keletre élő burjátokkal. A régészetileg körvonalazott Duna-Tisza közi avar elit egységes származású volt. Az apai felmenők számontartása összetartó erő volt mind társadalmilag, mind területileg. A mitokondriális genetika eredmények azt is mutatják, hogy az avar elit családokból álló csoportokként érkezett a Kárpát-medencébe, és a letelepedés után több generáción át nagyrészt endogám maradt, de kerülték a közeli rokonok egymás közötti házasodását is. 

## A kecskeméti avar településkomplexum és temető

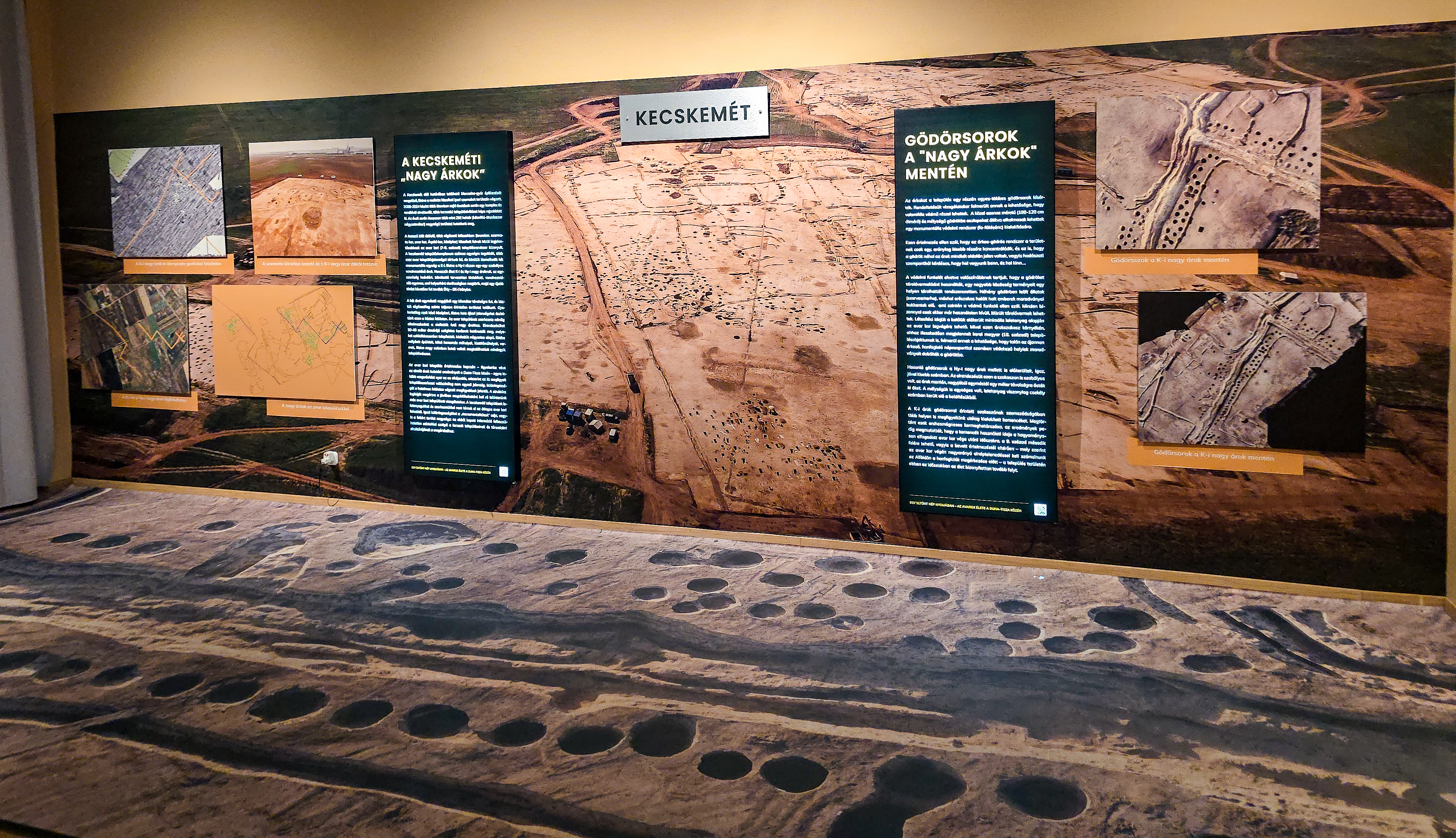
A nagy kecskeméti ásatások egyik tárlója a kiállításon

A Mercedes gyár beruházásával kapcsolatban nagy lehetőség nyílt a régészeti feltárásokra Kecskemét déli határában. 2008–2024 között összesen több mint 250 hektár területet kutattak meg. A legkorábbi településnyomokat az i. e. 12–11. századból találták. A szarmata időszakból tuctanyi falut tudtak teljesen feltárni. Találtak honfoglalás kori szállásokat, 12–13. századi falut, valamint a tanyák eredetét mutató 16. századi településnyomokat.
A területen két nagy árokrendszert – keleti és nyugati – fedeztek fel az avar korból, amelyek szerepét még nem sikerült igazán értelmezni (a jelek szerint sem védmű, sem vízvezető árok, sem út nem lehetett), de ezek mellett találták meg az avar településrészek nyomait.
Az egyik épület földpadlózatába karcolva malomjáték nyomait is felfedezték. Egy másik épületből egy bronzveretes favödör és nagy méretű, reprezentatív kerámiaedények maradványai kerültek elő, amelyek összetétele Rajna-vidéki eredetre mutat.
A 2017-es ásatási idényben sikerült teljesen feltárni egy 174 sírból álló sírmezőt egy nagy avar településkomplexum közelében. A teljes temető feltárása elősegítette a pontosabb kép kialakítását az egykor itt élt avarok társadalmáról, anyagi kultúrájáról.
A leletek alapján megállapítható, hogy az itteni avar közösség nem volt különösebben gazdag. A tehetősebbek sírjait még az avar korban megbolygatták, kirabolták. A köznép általában vascsatokat, késeket, rézötvözetből készült fülbevalókat, esetenként öntött bronzkarperecet helyezett az elhunytak mellé. A férfisírok egy részében a társadalmi rangot, vagyont is mutató veretes övek kerültek elő.

## A Hungarikum Liget avarjai
A Lakiteleki Népfőiskola területén, az ott kialakítottt Hungarikum Ligetben az ott folyó építkezésekkel kapcsolatban a régészek 2018/2019-ben során egy nyolc sírból álló, avar temetkezési helyként azonosított temetőrészletet tártak fel – egy már korábbról ismert szarmata temető mellett. A halottak közül néhányat koporsóba helyezhettek, három esetben sírépítményre utaló nyomokat találtak. Az elhunytak mellé helyezték ékszereiket és viseleti tárgyaikat (fülbevalók, varkocsszorító, gyöngysorok, karperecek, övcsatok), továbbá használati tárgyaikat (orsógomb, orsókarika, vaskések). A túlvilági útra ételt helyeztek el a bal lábszár mellé.
A temetkezési hely használata a középső avar korban kezdődhetett meg és a késő avar korban is folytatódott. A feltárás kiemelkedő szépségű lelete egy arany hengerpalástos lengőcsüngős fülbevalópár, valamint egy gömbcsüngős fülbevalópár, amit már hiányos állapotban helyeztek az elhunyt mellé.

## Az avar népesség embertani képe
A Kárpát-medencei avarok sok temetőjének feltárása nyomán átfogó kép alakulhatott ki a kor embereinek egészségi állapotáról is. A csontvázak jól mutatják a fizikailag megterhelő munka nyomait. A gerinc és a nagy ízületek kopása, gyulladásai már fiatal korban is előfordultak. A leggyakoribb halálozási okok a fertőzések voltak. Nagy arányban jelennek meg a leleteken a vérképző szervek elváltozásaira utaló nyomok, elváltozások, amelyekből vérszegénységre, maláriára, parazitafertőzésre lehet következtetni. Széles körben elterjedt volt a Dél-Alföldön a tuberkulózis és a lepra is.
A csontvázak tanulmányozása nyomán nyilvánvaló, hogy az avarok mindennapi életének szerves része volt a jelentős testi megerőltetés, valamint a sok gyaloglás is. A férfi és női csontvázak között nincs nagy különbség ebből a szempontból, ez arra utal, hogy mindkét nem sok fizikai munkát végzett. A sok lovaglás nyomai, mint az ágyéki gerinc sérülései, is kimutathatóak. Gyakoriak a gyógyult baleseti sérülések, mint a kulcscsont, a bordák, a szárkapocs- és a sípcsont törései, amelyek leginkább a lovaglással, illetve a lóról való leeséssel hozhatók összefüggésbe.

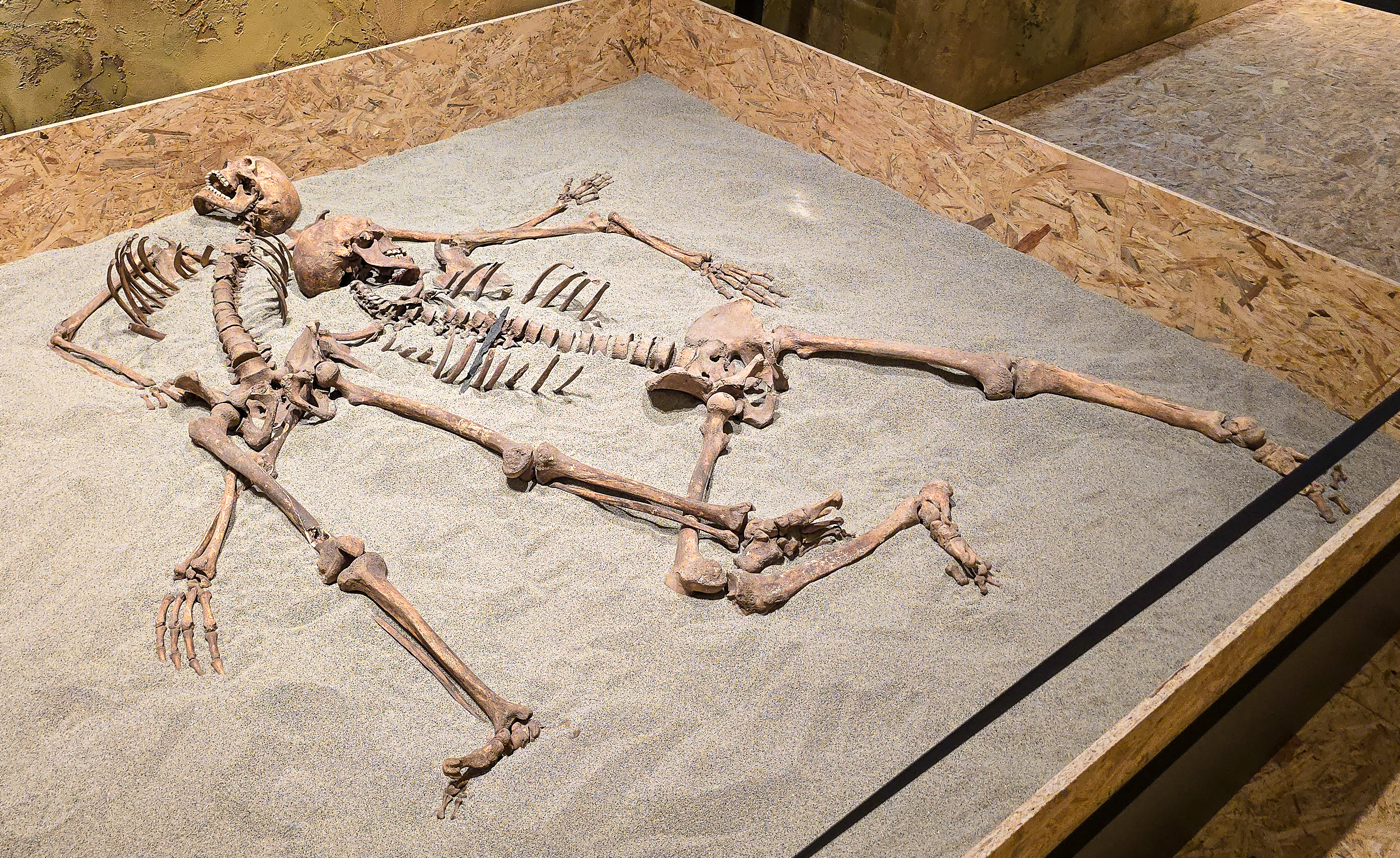
Valószínűleg egy, a településen belüli konfliktusban egymást megölt két avar férfi maradványai. Egyikük gerincében benne maradt egy vaskés, másikuk medencecsontján sérülés mutatja, hogy súlyos hasi sebet kaphatott. A testeket nem temették el rendesen, hanem egy melléképület pincéjébe dobták

A csontok sok erőszak, harc nyomait mutatják. Gyakori a singcsont csukló felőli végén az izolált törés, ami az alkar védekezésre történt használatának következménye lehet. A fegyver által okozott, halálhoz vezető sérülések azonban a 7–8. századi sírokban ritkák, ebből viszonylag békés időszakra lehet következtetni. Így is találhatók azonban a temetőkben olyan leletek, amelyek azonnali halálhoz vezető, fegyver által okozott sérüléseket mutatnak. Egy koponyát kardcsapás szelt ketté. Egy másik csontvázon a koponya járomcsontját törte el egy tompa tárggyal okozott ütés, majd egyetlen vágás szelte ketté a nyakcsigolyák ívét, azaz fejezte le a férfit.
A fogak nagyon sok információt hordoznak az egykori életmódról. Elemzésükből kiderült, hogy bár a fogszuvasodás gyakori volt, de ritkább, mint manapság – ebből talán arra lehet következtetni, hogy kevesebb szénhidrátot fogyasztottak. Gyakori volt a fogkő és a szuvas fogakból kiinduló fertőzés, ciszta, tályog is. Számos esetben kimutathatóak a gyermekkorban elszenvedett éhezés, hosszú betegség nyomai is a fogzománcon. A metszőfogakon fennmaradtak bizonyos kézműipari munkafolyamatok nyomai, amelyek során a szájukba vettek kisebb tárgyakat (szög, tű, zsineg).

## Avar kori ötvöskészlet a Duna medréből
2018 őszén múzeumbarát fémkeresősök az apostagi Ördög-szigetnél a Duna medrében összecementálódott, fémes rögöket találtak. Gondos restaurálás után kitűnt, hogy a lelet részei vaskalapács, üllő, egy agancsból készült mintázó, számos bronz és egy ólom préselő ás öntőminta, néhány bronz övdísz, félkész tárgyak, préselő- és öntőminták voltak. Ezeket a tárgyakat a 6–7. század fordulója és a 8. század vége között használhatták mesterek generációi.